# ATC code M02
ATC code M02 محصولات موضعی برای درد مفصلی و درد عضله زیرگروهی درمانی از سیستم طبقه‌بندی شیمیایی درمانی آناتومیک است. این سیستمِ متشکل از کدهای حرفی‌عددی را سازمان جهانی بهداشت برای طبقه‌بندی داروها و سایر تولیدات پزشکی ایجاد کرده است. زیرگروه M02 جزوی از گروه آناتومیک M سیستم اسکلتی-عضلانی است.

کدهای مورد استفاده در دامپزشکی (کدهای ATCvet) را می‌توان با گذاشتن حرف Q جلو کدهای انسانی ATC ایجاد کرد: مثلاً QM02. کدهای ATCvet که فاقد کدهای انسانی متناظر ATC هستند، در فهرست ذیل با حرف آغازین Q ذکر شده‌اند.
ممکن است نسخه‌های ملی از طبقه‌بندی ATC حاوی کدهای اضافه‌ای باشند که در این فهرست (نسخهٔ سازمان جهانی بهداشت) نیامده باشند.

## M02A محصولات موضعی برای درد مفصلی و درد عضله

### M02AA Anti-inflammatory preparations, non-steroids for topical use
M02AA01 فنیل‌بوتازون
M02AA02 Mofebutazone
M02AA03 Clofezone
M02AA04 اکسی فن بوتازون
M02AA05 بنزیدامین
M02AA06 Etofenamate
M02AA07 پیروکسیکام
M02AA08 Felbinac
M02AA09 Bufexamac
M02AA10 کتوپروفن
M02AA11 Bendazac
M02AA12 ناپروکسن
M02AA13 ایبوپروفن
M02AA14 Fentiazac
M02AA15 دیکلوفناک
M02AA16 Feprazone
M02AA17 Niflumic acid
M02AA18 Meclofenamic acid
M02AA19 Flurbiprofen
M02AA21 تولمتین
M02AA22 Suxibuzone
M02AA23 ایندومتاسین
M02AA24 Nifenazone
M02AA25 Aceclofenac
M02AA26 Nimesulide
M02AA27 Dexketoprofen
M02AA28 Piketoprofen
QM02AA99 Antiinflammatory preparations, non-steroids for topical use, combinations

### M02ABکپسایسینand similar agents
M02AB01 Capsaicin
M02AB02 Zucapsaicin

### M02AC Preparations withاسید سالیسیلیکderivatives
QM02AC99 Preparations with salicylic acid derivatives, combinations

### M02AX سایر محصولات موضعی برای درد مفصلی و درد عضله
M02AX02 تولازولین
M02AX03 دی‌متیل سولفواکسید
M02AX05 Idrocilamide
M02AX06 Tolperisone
M02AX10 Various
QM02AX53 Dimethyl sulfoxide, combinations